# كيث فيتالي
كيث فيتالي (بالإنجليزية: Keith Vitali)‏ هو منتج أفلام وكاتب وكاتب للأطفال وممثل أمريكي، ولد في القرن 20 في الولايات المتحدة.

## وصلات خارجية
- الموقع الرسمي
- كيث فيتالي على موقع IMDb (الإنجليزية)
- كيث فيتالي على موقع قاعدة بيانات الفيلم (الإنجليزية)